# Tchaïkovski (Lévêque)
Pour les articles homonymes, voir Tchaïkovski (homonymie).
Tchaïkovski  est une œuvre de l'artiste français Claude Lévêque. Il s'agit d'une installation de quatre panneaux d'inox froissé placés sur le toit d'un bâtiment. Elle est installée en 2006 dans le cadre de la création de la ligne 3 du tramway d'Île-de-France, actuelle ligne 3a,.

## Description
L'œuvre est installée sur le bâtiment de l'aqueduc de la Vanne et du Loing, à l'intersection du boulevard Jourdan et de l'avenue David-Weill, entre les deux parties de la cité universitaire de Paris dans le 14e arrondissement de Paris.
Tchaïkovski est une installation. Elle est constituée de quatre panneaux d'inox embouti manuellement et fortement réfléchissants, afin de ressembler à une surface liquide. Les quatre panneaux mesurent 4,30 m de large. Deux des panneaux mesurent 18,70 m de long, les deux autres 7,30 m de long.
Les panneaux sont installés sur le toit rectangulaire d'un bâtiment, légèrement inclinés vers l'extérieur afin que les mouvements de l'environnement qui les entourent y soient réfléchis.

## Commande
L'œuvre fait partie des neuf œuvres d'art contemporain réalisées dans le cadre la commande publique sur le parcours du tramway des Maréchaux Sud, en 2006.